# Stephanie Miller

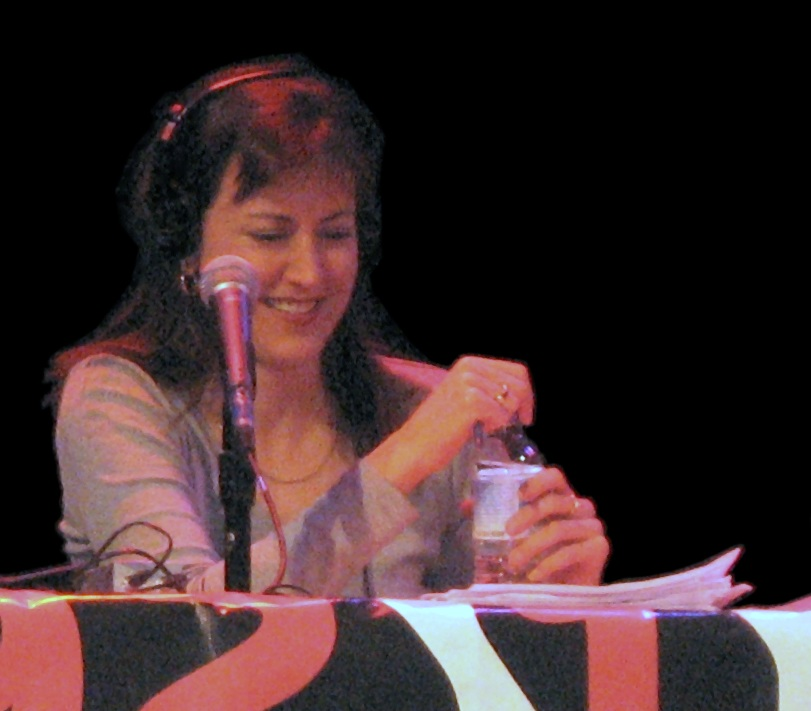
Stephanie Miller, 2006

Stephanie Catherine Miller (* 29. September 1961) ist eine US-amerikanische, politische Kommentatorin, Comedian und Moderatorin der The Stephanie Miller Show, einer liberalen Radio-Talkshow aus Los Angeles. Sie wird von WYD Media Management produziert und als Syndication von Westwood One verbreitet. 
Die Show wird von einer Reihe von Sendern in den Vereinigten Staaten ausgestrahlt. Hierzu zählen u. a. WKVT-AM Boston, KKNW-AM Seattle, KPHX-AM Phoenix, KAOI-AM Honolulu, KBZZ-AM Reno und WCPT-AM Chicago.
Sie ist die Tochter des Politikers William E. Miller.